# Amur-Jakutische Magistrale
| Bahnhof Tynda |                          |                                   |                                   |
| orange: Amur-Jakutische Magistrale rot: Transsibirische Eisenbahn grün: Baikal-Amur-Magistrale |                          |                                   |                                   |
| Streckenlänge: | 1208 km                  |                                   |                                   |
| Spurweite: | 1520 mm (Russische Spur) |                                   |                                   |
| |                          |                                   |                                   |
| \| \| 72730 \| Transsibirische Eisenbahn \| Transsibirische Eisenbahn \| \| \| 19 \| Schturm \| Schturm \| \| \| \| Maly Oldoi \| \| \| \| 49 \| Murtygit \| Murtygit \| \| \| 66 \| Purikan \| Purikan \| \| \| 82 \| Anossowskaja \| Anossowskaja \| \| \| \| Maly Oldoi \| \| \| \| 94 \| Silip \| Silip \| \| \| 112 \| Sabolotnoje \| Sabolotnoje \| \| \| \| Tynda \| \| \| \| 133 \| Belenkaja \| Belenkaja \| \| \| \| Tynda \| \| \| \| 160 \| Seti \| Seti \| \| \| \| von Sewerobaikalsk \| \| \| \| 179 \| Tynda \| Tynda \| \| \| \| Tynda \| \| \| \| 190 \| Schachtaum (Wostotschny) \| Schachtaum (Wostotschny) \| \| \| \| Giljui \| \| \| \| 205 \| Bestuschewo \| Bestuschewo \| \| \| \| nach Komsomolsk am Amur \| \| \| \| \| Giljui \| \| \| \| 225 \| Giljui \| Giljui \| \| \| 250 \| Mogot \| Mogot \| \| \| \| Mogot \| \| \| \| 269 \| Richard Sorge \| Richard Sorge \| \| \| 285 \| Oblast Amur/Sacha (Jakutien) \| Oblast Amur/Sacha (Jakutien) \| \| \| 285 \| Jakutski \| Jakutski \| \| \| 298 \| Nagornaja-Jakutskaja (Nagorny) \| Nagornaja-Jakutskaja (Nagorny) \| \| \| \| Timpton \| \| \| \| 319 \| Ajam \| Ajam \| \| \| 319 \| Nagorny-Tunnel (ca. 1300 m) \| Nagorny-Tunnel (ca. 1300 m) \| \| \| 328 \| Cholodnikan \| Cholodnikan \| \| \| 340 \| Solotinka \| Solotinka \| \| \| \| Ijengra \| \| \| \| 357 \| Okurdan \| Okurdan \| \| \| \| Gorbyllach \| \| \| \| 382 \| Obortscho \| Obortscho \| \| \| 3990 \| Berkakit \| Berkakit \| \| \| 4089 \| Nerjungri-Passaschirskaja \| Nerjungri-Passaschirskaja \| \| \| \| \| \| \| \| 416 \| Nerjungri-Grusowaja \| Nerjungri-Grusowaja \| \| \| \| Tschulman \| \| \| \| \| Steinkohlebergwerk \| \| \| \| 29 \| Denissowski (Serebrjanny Bor) \| Denissowski (Serebrjanny Bor) \| \| \| 40 \| Tschulman \| Tschulman \| \| \| \| Tschulman \| \| \| \| 54 \| Tschulbass \| Tschulbass \| \| \| 65 \| Tenisty \| Tenisty \| \| \| 96 \| Chatymi (Bolschije Chatymi) \| Chatymi (Bolschije Chatymi) \| \| \| 114 \| Ogonjer \| Ogonjer \| \| \| 158 \| Tajoschnaja \| Tajoschnaja \| \| \| \| Bolschoi Nimnyr \| \| \| \| 218 \| Bolschoi Nimnyr \| Bolschoi Nimnyr \| \| \| 263 \| Seligdar \| Seligdar \| \| \| 279 \| Kossarewski (Lebediny) \| Kossarewski (Lebediny) \| \| \| 296 \| Aldan \| Aldan \| \| \| 326 \| Kuranach (Nischni Kuranach) \| Kuranach (Nischni Kuranach) \| \| \| \| Jakokit \| \| \| \| 377 \| Tommot \| Tommot \| \| \| \| Aldan \| \| \| \| 430 \| Bolotny \| Bolotny \| \| \| 482 \| Werchnjaja Amga \| Werchnjaja Amga \| \| \| \| Amga \| \| \| \| 533 \| Karbykan \| Karbykan \| \| \| 583 \| Kjurgeljach \| Kjurgeljach \| \| \| 662 \| Chanijerdach \| Chanijerdach \| \| \| 686 \| Olen \| Olen \| \| \| 737 \| Kjordjom \| Kjordjom \| \| \| \| Abzweig nach Jakutsk (geplant) \| \| \| \| 772 \| Rassoloda \| Rassoloda \| \| \| 809 \| Nischni Bestjach (Alara Bestjech) \| Nischni Bestjach (Alara Bestjech) \| |                          |                                   |                                   |
| Abzweig quer, von rechts und ehemals von links | 72730                    | Transsibirische Eisenbahn         | Transsibirische Eisenbahn         |
| Bahnhof | 19                       | Schturm                           | Schturm                           |
| Brücke über Wasserlauf |                          | Maly Oldoi                        | Maly Oldoi                        |
| Bahnhof | 49                       | Murtygit                          | Murtygit                          |
| Bahnhof | 66                       | Purikan                           | Purikan                           |
| Bahnhof | 82                       | Anossowskaja                      | Anossowskaja                      |
| Brücke über Wasserlauf |                          | Maly Oldoi                        | Maly Oldoi                        |
| Bahnhof | 94                       | Silip                             | Silip                             |
| Bahnhof | 112                      | Sabolotnoje                       | Sabolotnoje                       |
| Brücke über Wasserlauf |                          | Tynda                             | Tynda                             |
| Bahnhof | 133                      | Belenkaja                         | Belenkaja                         |
| Brücke über Wasserlauf |                          | Tynda                             | Tynda                             |
| Bahnhof | 160                      | Seti                              | Seti                              |
| Abzweig geradeaus und von links |                          | von Sewerobaikalsk                | von Sewerobaikalsk                |
| Bahnhof | 179                      | Tynda                             | Tynda                             |
| Brücke über Wasserlauf |                          | Tynda                             | Tynda                             |
| Bahnhof | 190                      | Schachtaum (Wostotschny)          | Schachtaum (Wostotschny)          |
| Brücke über Wasserlauf |                          | Giljui                            | Giljui                            |
| Bahnhof | 205                      | Bestuschewo                       | Bestuschewo                       |
| Abzweig geradeaus, nach rechts und von rechts |                          | nach Komsomolsk am Amur           | nach Komsomolsk am Amur           |
| Brücke über Wasserlauf |                          | Giljui                            | Giljui                            |
| Bahnhof | 225                      | Giljui                            | Giljui                            |
| Bahnhof | 250                      | Mogot                             | Mogot                             |
| Brücke über Wasserlauf |                          | Mogot                             | Mogot                             |
| Bahnhof | 269                      | Richard Sorge                     | Richard Sorge                     |
| Grenze | 285                      | Oblast Amur/Sacha (Jakutien)      | Oblast Amur/Sacha (Jakutien)      |
| Bahnhof | 285                      | Jakutski                          | Jakutski                          |
| Bahnhof | 298                      | Nagornaja-Jakutskaja (Nagorny)    | Nagornaja-Jakutskaja (Nagorny)    |
| Brücke über Wasserlauf |                          | Timpton                           | Timpton                           |
| Bahnhof | 319                      | Ajam                              | Ajam                              |
| Tunnel | 319                      | Nagorny-Tunnel (ca. 1300 m)       | Nagorny-Tunnel (ca. 1300 m)       |
| Bahnhof | 328                      | Cholodnikan                       | Cholodnikan                       |
| Bahnhof | 340                      | Solotinka                         | Solotinka                         |
| Brücke über Wasserlauf |                          | Ijengra                           | Ijengra                           |
| Bahnhof | 357                      | Okurdan                           | Okurdan                           |
| Brücke über Wasserlauf |                          | Gorbyllach                        | Gorbyllach                        |
| Bahnhof | 382                      | Obortscho                         | Obortscho                         |
| Bahnhof | 3990                     | Berkakit                          | Berkakit                          |
| Bahnhof | 4089                     | Nerjungri-Passaschirskaja         | Nerjungri-Passaschirskaja         |
| Abzweig geradeaus, nach links und von links · Strecke von rechts |                          |                                   |                                   |
| Strecke · Bahnhof | 416                      | Nerjungri-Grusowaja               | Nerjungri-Grusowaja               |
| Brücke über Wasserlauf · Brücke über Wasserlauf |                          | Tschulman                         | Tschulman                         |
| Strecke · Betriebs-/Güterbahnhof Streckenende |                          | Steinkohlebergwerk                | Steinkohlebergwerk                |
| Bahnhof | 29                       | Denissowski (Serebrjanny Bor)     | Denissowski (Serebrjanny Bor)     |
| Bahnhof | 40                       | Tschulman                         | Tschulman                         |
| Brücke über Wasserlauf |                          | Tschulman                         | Tschulman                         |
| Bahnhof | 54                       | Tschulbass                        | Tschulbass                        |
| ehemaliger Bahnhof | 65                       | Tenisty                           | Tenisty                           |
| Bahnhof | 96                       | Chatymi (Bolschije Chatymi)       | Chatymi (Bolschije Chatymi)       |
| Bahnhof | 114                      | Ogonjer                           | Ogonjer                           |
| Bahnhof | 158                      | Tajoschnaja                       | Tajoschnaja                       |
| Brücke über Wasserlauf |                          | Bolschoi Nimnyr                   | Bolschoi Nimnyr                   |
| Bahnhof | 218                      | Bolschoi Nimnyr                   | Bolschoi Nimnyr                   |
| Bahnhof | 263                      | Seligdar                          | Seligdar                          |
| Bahnhof | 279                      | Kossarewski (Lebediny)            | Kossarewski (Lebediny)            |
| Bahnhof | 296                      | Aldan                             | Aldan                             |
| Bahnhof | 326                      | Kuranach (Nischni Kuranach)       | Kuranach (Nischni Kuranach)       |
| Brücke über Wasserlauf |                          | Jakokit                           | Jakokit                           |
| Bahnhof | 377                      | Tommot                            | Tommot                            |
| Brücke über Wasserlauf |                          | Aldan                             | Aldan                             |
| Bahnhof | 430                      | Bolotny                           | Bolotny                           |
| Bahnhof | 482                      | Werchnjaja Amga                   | Werchnjaja Amga                   |
| Brücke über Wasserlauf |                          | Amga                              | Amga                              |
| Bahnhof | 533                      | Karbykan                          | Karbykan                          |
| Bahnhof | 583                      | Kjurgeljach                       | Kjurgeljach                       |
| Bahnhof | 662                      | Chanijerdach                      | Chanijerdach                      |
| Bahnhof | 686                      | Olen                              | Olen                              |
| Bahnhof | 737                      | Kjordjom                          | Kjordjom                          |
| Abzweig geradeaus, ehemals nach links und ehemals von links |                          | Abzweig nach Jakutsk (geplant)    | Abzweig nach Jakutsk (geplant)    |
| Bahnhof | 772                      | Rassoloda                         | Rassoloda                         |
| Kopfbahnhof Streckenende | 809                      | Nischni Bestjach (Alara Bestjech) | Nischni Bestjach (Alara Bestjech) |

Die Amur-Jakutische-Magistrale (russisch Амуро-Якутская магистраль; Abk. AJAM, АЯМ) ist eine Eisenbahnstrecke in Sibirien, Russland, welche die Transsibirische Eisenbahn (Transsib) und die Baikal-Amur-Magistrale (BAM) mit dem Süden der Republik Sacha (Jakutien) verbindet.

## Bezeichnung
Bei der Bezeichnung „Amur-Jakutische-Magistrale“ handelt es sich um eine inoffizielle Bezeichnung, die jedoch auch von offiziellen Vertretern der russischen Bahnen verwendet wird; es gibt keine staatliche oder privatwirtschaftliche Bahnverwaltung mit diesem Namen, so wie es in diesem Sinne auch nie eine Transsibirische Eisenbahn gab und seit Juli 1996 keine Baikal-Amur-Magistrale mehr gibt. Der südliche Teil der Strecke bis Nerjungri wird von der Fernost-Eisenbahn betrieben, der Abschnitt Berkakit/Nerjungri–Tommot von der AG Eisenbahnen Jakutiens (russisch ОАО АК Железные дороги Якутии, OAO AK Schelesnyje dorogi Jakutii).

## Streckenführung
Momentan ist die Strecke 1215 km lang. Sie zweigt bei der Station Bamowskaja im Westen der Oblast Amur von der Transsib in Richtung Norden ab (Streckenkilometer 7273 ab Moskau). Auf den 179 Kilometern bis Tynda wird das Tukuringragebirge überquert. Nach einem 27 km langen gemeinsamen Abschnitt mit der BAM bis Bestuschewo wendet sich die Strecke wieder nach Norden. In diesem Bereich wird der Fluss Giljui zweimal überquert. Kurz nach Erreichen des Territoriums der Republik Sacha wird die Passhöhe des Stanowoigebirges bei ca. 1040 m ü. NN mit dem 1300 m langen Nagorny-Tunnel unterquert. Weiter verläuft die Strecke durch das Aldanhochland, wobei die maximale Höhe von ca. 1200 m ü. NN erreicht wird. Mehrere größere Flüsse, wie die Ijengra und der Tschulman, werden – teils mehrfach – überquert. Das Kohlebergbaugebiet um Berkakit und Nerjungri wird um den Streckenkilometer 400 erreicht, das Regionalzentrum Aldan bei Kilometer 686 und Tommot bei Kilometer 767. Der Bahnhof von Tommot befindet sich am westlichen Ufer des Flusses Aldan, der von der längsten Brücke der Strecke überquert wird. 2006 wurde der provisorische Güterverkehr bis Werchnjaja Amga (Station Amga, Kilometer 869) aufgenommen, wo der gleichnamige Fluss überquert wird.
| Station                | Strecken- kilometer | Bemerkung |
| ---------------------- | ------------------- | --- |
| Bamowskaja             | 0                   | bei der Siedlung Bam, Abzweig von der Transsib (km 7273) |
| Tynda                  | 179                 | zweitgrößte Stadt im Streckenverlauf, sog. „Hauptstadt der BAM“, Kreuzung mit der BAM (km 2349 ab Taischet)                                                     |
| Nerjungri              | 408                 | größte Stadt im Streckenverlauf, Zentrum des Kohlebergbaus und der Energieerzeugung (Kohlekraftwerke), allerdings ist die Erschöpfung der Lagerstätten absehbar |
| Tschulman              | 430                 | eine weitere Stadt im Bergbaugebiet um Nerjungri; Kraftwerk |
| Aldan                  | 686                 | Bergbauzentrum (Gold, Eisenerz) im Aldanhochland |
| Tommot                 | 767                 | Kleinstadt, Glimmerlagerstätte, Holzwirtschaft |
| Amga (Werchnjaja Amga) | 869                 | Siedlung, Landwirtschaft, kleiner Flugplatz |
| Karbykan               | 932                 | bis hier wurden 2006 Gleise verlegt, |

Die Strecke ist nicht elektrifiziert und größtenteils eingleisig. Zweigleisig ist nur der gemeinsame Abschnitt mit der BAM Tynda–Bestuschewo.
Beim Bau und Betrieb gab und gibt es die für Eisenbahnen in den meisten Teilen Sibiriens üblichen Schwierigkeiten im Zusammenhang mit Permafrostböden und großem Temperaturgefälle zwischen Winter (unter −50 °C) und Sommer (über +30 °C), hier in Verbindung mit teils komplizierten topographischen Bedingungen besonders im Bereich des Aldanhochlandes.

## Geschichte
Die Geschichte der Bahnstrecke beginnt in den 1930er Jahren, als im Rahmen des geplanten Baus der Baikal-Amur-Magistrale die Stichbahn Bamowskaja–Tynda (damals Tyndinski) errichtet wurde. Dieser Abschnitt wurde 1935 in Betrieb genommen, jedoch 1941/42 wieder demontiert, als wegen des Krieges der Bau der BAM vorläufig eingestellt und die Schienen für den Neubau frontnaher Strecken („Wolga-Rochade“) benötigt wurden.
Schon bevor die sowjetische Führung die Neuaufnahme des Baus der BAM Anfang 1974 propagandistisch überhöht („Bau des Jahrhunderts“) offiziell proklamierte, begannen am 5. April 1972 die Arbeiten zur Rekonstruktion des Abschnittes Bamowskaja–Tynda. Die Aufnahme des provisorischen Betriebes auf dieser nun „Kleine BAM“ genannten Strecke erfolgte im November 1976, der reguläre Betrieb begann im Oktober 1977. Zeitgleich wurde die Strecke Richtung Norden weiter gebaut, der Betrieb bis Berkakit im Oktober 1979, später auch bis Nerjungri aufgenommen.
Ab 1989 erfolgte der Bau der Fortführung der Strecke von Nerjungri zunächst in Richtung Tschulman. Seit dieser Zeit wird die Bezeichnung „Amur-Jakutische Magistrale“ für die Strecke in Anlehnung an die „Baikal-Amur-Magistrale“ sowie die Straßenverbindung Newer–Jakutsk, die „Amur-Jakutische Automagistrale“ (inoffiziell; offiziell Föderale Automagistrale M56 „Lena“) verwendet und auch auf die „Stammstrecke“ Bamowskaja–Tynda–Nerjungri, die ehemalige „Kleine BAM“, ausgedehnt. Ausgangspunkt der Fortsetzung ist eine Abzweigung wenige Kilometer vor dem vorherigen Endpunkt Nerjungri Grusowaja (Güterbahnhof). Schrittweise wurde der Verkehr bis Tschulman, Aldan und schließlich bis Tommot aufgenommen (zuerst jeweils Bau- und Güterverkehr, danach Personenverkehr). Die Übergabe in den provisorischen Betrieb der Gesamtstrecke bis Tommot erfolgte am 24. August 2004. Seitdem (nach anderen Angaben bereits seit 2003) verkehrte ein tägliches Personenzugpaar Nerjungri–Tommot. Für diesen 368 Kilometer langen Abschnitt wurden gut 8 Stunden benötigt. Am 22. Mai 2006 wurde der reguläre Betrieb auf der Strecke bis Aldan im Personenverkehr freigegeben.
Die Brücke über den neben der Lena im Einzugsgebiet der Strecke größten und hier etwa 400 m breiten Fluss Aldan in Tommot wurde in den 1990er Jahren errichtet, jedoch vorerst nicht in Betrieb genommen. Ein ca. 60 km langer Abschnitt darüber hinaus war im Bau, bevor der Weiterbau hauptsächlich wegen nicht geklärter Verteilung der Finanzierung zwischen der als AG – wenn auch staatlich – geführten Russischen Eisenbahn, dem staatlichen föderalen Budget Russlands (dem „Investitionsfonds“), Eigenmitteln der Republik Sacha und möglichen privaten Investoren unterbrochen wurde.
Ab 2005 wurde der Weiterbau dann wieder aufgenommen. Die Gleise waren Anfang 2007 bis Karbykan verlegt (Bauzugverkehr); der damals noch provisorische Güterverkehr endete in Amga. Bis August 2009 waren die Gleise bis Kilometer 575 (Berechnung ab Berkakit, etwa 974 km der Gesamtlänge) bei Uluu verlegt worden. Im Juli 2011 war die Verlegung des Gleises bis etwa 50 km vor Nischni Bestjach vorangekommen. Am 15. November 2011 wurden in Nischni Bestjach im Beisein von Präsident Dmitri Medwedew die ersten Gleise verlegt. Am 27. Juli 2019 erreichte der erste Personenzug aus Tommot kommend Nischni Bestjach.

## Perspektiven
Im Jahr 2006 war die Errichtung einer kombinierten Eisenbahn- und Autobrücke über die Lena bei Jakutsk oder etwa 70 km flussaufwärts, wo das Tal schmaler ist, im Gespräch. Diese Entscheidung hätte noch im Jahr 2017 fallen sollen. Die Inbetriebnahme der Bahnstrecke von Tommot nach Nischni Bestjach war für Ende 2017 geplant, erfolgte jedoch im Personenverkehr erst am 27. Juli 2019. Für die weitere Zukunft gibt es Ideen zur Weiterführung der Strecke nach Osten bis ins Kolymagebiet und weiter nach Tschukotka mit Abzweigungen z. B. nach Magadan, die aber aus heutiger Sicht unrealistisch erscheinen.
In der Ausgabe 12/2022 der "Eisenbahn Österreich" wird unter dem Titel "Neubaustrecke in Ostrussland beschlossen" über die Unterzeichnung eines Kooperationsabkommens für den Bau einer Eisenbahnlinie von Nischni Bestjach nach Magadan zwischen der fernöstlichen russischen Republik Sacha (Jakutien), der Oblast Magadan sowie den Jakutischen Eisenbahnen (Schelesnye dorogi Jakutii) berichtet.

### Allgemeine Informationen
- АЯМ. Горелый – Тында – Нерюнгри – Нижний Бестях (1206 км). In: transsib.ru. 5. September 2020 (russisch, Streckenkilometrierung Transsib und BAM auf der Transsib-Webseite).
- A. Sapunow, A. Dmitriewsky (А. Сапунов, А. Дмитриевский): М56 “Лена” и “Колыма”. In: avp.travel.ru. September 2002, archiviert vom Original am 12. Juli 2020 (russisch, Föderale Automagistrale M56, auf Grundlage von Reiseberichten).
- Железнодорожная линия Беркакит-Томмот-Якутск: План и профиль трассы. (jpg; 219 kB) In: vostokmedia.com. Archiviert vom Original am 27. September 2007 (russisch, Streckenplan und -profil).

### Entwicklung der letzten Jahre und Perspektive
- Anatolij Perkin, Tamara Andrejewa (Анатолий Перкин, Тамара Андреева): Дорога на Север. In: Gudok.ru. 24. Dezember 2003, archiviert vom Original am 28. September 2007 (russisch).
- Irina Barannik, Wiktor Ilinych (Ирина Баранник, Виктор Ильиных): Тридцать лет “воздержания”. In: kapital.ZRpress.ru. Juli 2004, archiviert vom Original am 23. April 2007 (russisch).
- Elena Popowa (Елена Попова): Мост: Росжелдор предпочел прочность. In: Gudok.ru. 15. September 2006, archiviert vom Original am 28. September 2007 (russisch): „‘Строительства моста будет готова уже к 2011 году’, – считает Владимир Членов.“
- Проблема: «Веточное» партнерство. In: Gudok.ru. 12. April 2006, archiviert vom Original am 28. September 2007 (russisch, über Vorschläge zum Eisenbahnbau bis 2020).
- Главная дорога. In: nvrpess.ru. 28. August 2009 ehemals im Original (nicht mehr online verfügbar) (russisch). (Seite nicht mehr abrufbar. Suche in Webarchiven)
- Открытие пассажирского движения. In: rw-y.ru. 23. Juli 2019 (russisch, Jakutische Eisenbahn: „Eröffnung des Personenverkehrs“ auf der Strecke Tommot – Nischni Bestjach).